# Грохове
Грохове (пол. Grochowe) — село в Польщі, у гміні Тушув-Народовий Мелецького повіту Підкарпатського воєводства.
Населення — 908 осіб (2011).
У 1975-1998 роках село належало до Ряшівського воєводства.

## Демографія
Демографічна структура станом на 31 березня 2011 року:
|          | Загалом | Допрацездатний вік | Працездатний вік | Постпрацездатний вік |
| -------- | ------- | ------------------ | ---------------- | -------------------- |
| Чоловіки | 449     | 99                 | 302              | 48                   |
| Жінки    | 459     | 99                 | 267              | 93                   |
| Разом    | 908     | 198                | 569              | 141                  |